# 白腹副獅子魚
白腹副獅子鱼，为輻鰭魚綱鮋形目杜父魚亞目狮子鱼科的其中一種。分布於東南太平洋區的智利及南冰洋海域，屬深海底棲性魚類，棲息在水深210至500公尺的海域，體長可達9.5公分，生活習性不明。